# Pahalgam
Pahalgam (o Pahlgam) è una città dell'India di 5.922 abitanti, situata nel distretto di Anantnag, nel territorio del Jammu e Kashmir. In base al numero di abitanti la città rientra nella classe V (da 5.000 a 9.999 persone).

## Geografia fisica
La città è situata a 34° 1' 60 N e 75° 19' 60 E e ha un'altitudine di 2.739 m s.l.m..

## Storia
Il 22 aprile 2025 nella valle di Baisaran, nei pressi della cittadina, si è verificato l'attentato di Pahalgam, che ha portato ad un incremento delle tensioni tra India e Pakistan.

## Società

### Evoluzione demografica
Al censimento del 2001 la popolazione di Pahalgam assommava a 5.922 persone, delle quali 3.295 maschi e 2.627 femmine. I bambini di età inferiore o uguale ai sei anni assommavano a 857, dei quali 432 maschi e 425 femmine. Infine, coloro che erano in grado di saper almeno leggere e scrivere erano 2.068, dei quali 1.613 maschi e 455 femmine.